# Maître d'hôtel du roi

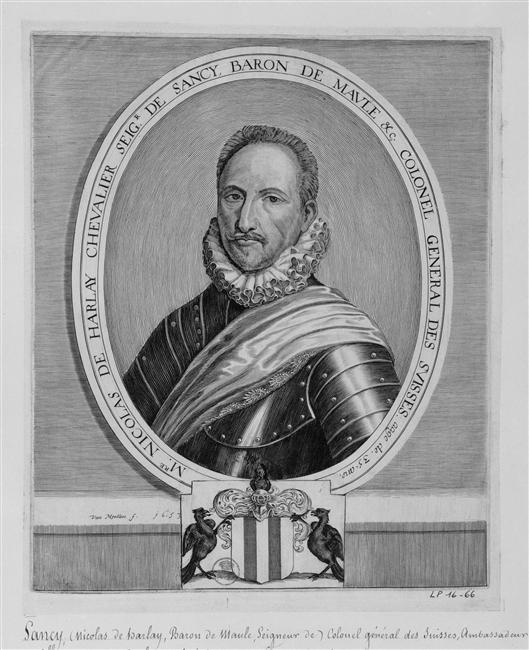
Nicolas de Harlay sieur de Sancy, premier Maître d'hôtel d'Henri IV.

Avant 1413, le titre Grand Maître de France n'existait pas, le titre équivalent était celui de Souverain Maître d'hôtel du Roi. Ce titre impliquait, comme le plus récent, la supervision de toute la Maison du Roi (qu'on appelle alors "Hôtel du roi").
Le titulaire plaçait en sautoir derrière son blason deux bâtons de vermeil fleurdelisés, sommés d'une couronne royale.

## Fonctions
Après 1413, et tout au long de l'Ancien Régime, Le Grand Maître de France était le responsable de la Maison-Bouche du Roi, c'est-à-dire de la fourniture, de la préparation et du service de la nourriture du roi. 
En réalité c'est le Premier Maître d'hôtel du Roi qui dirigeait les services administratifs de contrôle. Il était également à la tête de tous les officiers qui servaient à la table du roi : les Maîtres d'hôtel, les Gentilshommes servants, les Huissiers de la salle de la Maison du Roi. Ces officiers étaient nobles ou devaient au moins être des bourgeois "vivant noblement". Il commandait à sept services : la paneterie-bouche, l'échansonnerie-bouche affectés à la personne royale, les cinq services du grand commun qui s'occupaient des autres tables de la maison du roi, ces services étant composés d'écuyers de cuisine (autrement dit les maîtres cuisiniers), hâteurs de rôt, potagers, galopins. 
Outre son rôle de direction administratif, le Premier Maître d'hôtel du Roi avait une fonction prestigieuse dans le cérémonial de la Table du roi. Il était présent au Lever du roi, accompagné du Maître d'hôtel ordinaire, du Maître d'hôtel par quartier et du Contrôleur général, pour entendre les souhaits du souverain concernant l'organisation des repas. Au Grand Couvert, le Premier Maître d'hôtel se tenait à gauche du fauteuil de roi, dans un rôle de surveillance du service, accompagné en retrait du Maître d'hôtel ordinaire et du Contrôleur général. 
Le Maître d'hôtel par quartier avait une fonction administrative dans l'organisation des menus de la Table du Roi. Il servait par quartier, trois mois dans l'année et était présenté individuellement au roi au début de chaque quartier par le Grand Maître de France ou son représentant.
Il avait également un rôle dans le cérémonial du Grand Couvert, où il dirigeait le service : il annonçait le début du repas et accompagnait les plats jusqu'à la table royale, muni de son "bâton d'office".
Le Maître d'hôtel ordinaire servait le roi en l'absence du Maître d'hôtel par quartier, et il assistait le Premier Maître d'hôtel lors du Grand Couvert.
Le service proprement dit du Grand Couvert était assuré par les Gentilshommes servants de la Maison du Roi selon un cérémonial ordonnancé comme suit : à chaque service, entrent deux archers suivis de l'huissier de salle, du Maître d'hôtel, du gentilhomme servant, du contrôleur général, d'autres seigneurs puis des clercs de cuisine qui portent plats et nef de table, enfin deux archers ferment la marche. 
Il existait par ailleurs une charge de Premier maître d'hôtel de la Reine, chargé de l'administration de ses domaines. César Marie de Talaru fut ainsi le Premier maître d'hôtel de la reine Marie-Antoinette. Et les très grands personnages, les princes, les frères ou les parents du roi, avaient également un (Premier) Maître d'Hôtel, le chef des services de leur Maison, particulièrement le service de bouche. Cette charge s'est étendue jusqu'à donner les maîtres d'hôtel, plus ordinaires. 